# Ludvig 5. af Pfalz
Ludvig 5., også kaldet Ludvig den Fredelige (tysk: Ludwig der Friedfertige), (2. juli 1478 i Heidelberg – 16. marts 1544 i Heidelberg) var kurfyrste af Pfalz fra den 28. februar 1508 til sin død. Han tilhørte fyrstehuset Wittelsbach.